# Équipe d'Andorre féminine de football
Cet article traite de l'équipe féminine. Pour l'équipe masculine, voir Équipe d'Andorre de football masculin.
Maillots
L'équipe d'Andorre féminine de football est l'équipe nationale représentant Andorre. Elle est sous l'égide de la Fédération d'Andorre de football. Elle a été créée au début du mois de décembre 2013.

## Histoire
En 1996, la FIFA envoie à toutes les nations un questionnaire pour connaître la place du football féminin dans le pays. La Fédération d'Andorre ne répond pas à cette enquête. En mai de l'année suivante, un membre de la fédération répond à cette demande en disant qu'il y a 37 joueuses actives dans le pays, et qu'elles étaient toutes débutantes ou amateures. Il est alors suggéré que le football féminin peut voir le jour en Andorre cette année-là, mais le projet n'aboutit pas, car il n'y a aucun intérêt à ne pas faire de résultats sur la scène internationale. En 2006, les jeunes filles peuvent s'inscrire dans les clubs de football dès l'âge de 6 ans. Il existe alors seulement six équipes féminines jeunes dans le pays.
L'équipe nationale voit le jour grâce à Victor Santos, élu Président de la Fédération d'Andorre de football en 2013. Il veut créer une équipe nationale d'Andorre pour toutes les catégories d'âge et de sexe. C'est l'un de ses objectifs. Le premier entraînement se déroule le 11 décembre 2013, au Stade Municipal, sous les ordres de Fran Sáez, l'entraîneur, et de Juan Carlos Ruiz, le sélectionneur. La préparation du premier match de cette nouvelle équipe se déroule difficilement pour les Andorranes. Elles ne peuvent faire que quatre entraînements complets, les autres étant annulés, ou raccourcis, pour cause de trop fortes intempéries. La première rencontre de la sélection, non officielle, a lieu le 23 janvier 2014 à Lleida, contre l'équipe catalane du CF Pardinyes, qui évolue au troisième niveau espagnol. Elle se solde par une défaite 6-0.
L'équipe nationale féminine participe du 29 juin au 4 juillet 2014 à sa première compétition officielle, organisée par l'UEFA, à Gibraltar. Cette compétition a pour but de se faire rencontrer quatre nations venant de créer leur équipe nationale féminine : Gibraltar, Andorre, le Luxembourg ainsi que l'Algarve. Andorre gagne deux matchs, contre Gibraltar (1-0, première victoire de l'histoire de l'équipe) et l'Algarve (2-0), mais s'incline contre le Luxembourg (0-4). Andorre termine 3e du tournoi, à égalité de points avec le Luxembourg et l'Algarve, mais une moins bonne différence de buts.
Le 18 décembre 2014, l'UEFA annonce que la sélection andorrane participera aux éliminatoires de l'Euro 2017. Andorre est engagée dans le groupe 2 du tour préliminaire qui se déroule à Malte en avril 2015, et finit dernière du groupe avec 0 point, concédant trois défaites en autant de rencontres face à Malte (3-5), aux îles Féroé (0-8) et à la Géorgie (0-7). La sélection participe également aux éliminatoires de la coupe du monde 2019. Engagée dans le groupe 3 du tour préliminaire, qui se joue en Lituanie en avril 2017, Andorre termine également dernière de son groupe avec 0 point, perdant ses trois rencontres contre la Moldavie (0-4), Israël (0-7) et la Lituanie (0-2).

## Classement FIFA
| Année              | 2014 | 2015 | 2016 | 2017 | 2018 | 2019 | 2020 | 2021 | 2022 | 2023 | 2024 |
| ------------------ | ---- | ---- | ---- | ---- | ---- | ---- | ---- | ---- | ---- | ---- | ---- |
| Classement mondial | 133  | 141  | 125  | 115  | 149  | 151  | 138  | 170  | 179  | 182  | ?    |

## Palmarès

### Parcours enCoupe du monde
- 2015 : non participante
- 2019 : éliminée en qualifications, au tour préliminaire de la phase de groupes
- 2023 : non participante
- 2027 : À venir

### Parcours enChampionnat d'Europe
- 2017 : éliminée en qualifications, au tour préliminaire de la phase de groupes
- 2022 : non participante
- 2025 : non qualifiée

## Sélectionneurs
- 2014-2016 :  Joan Carles Ruiz
- 2016- :  José Antonio Martín